# Рябов, Андрей Владимирович
Андрей Владимирович Рябов (род. 1962, Ленинград) — джазовый гитарист.

## Биография
Родился в 1962 году. Гитарой начал заниматься в одиннадцатилетнем возрасте. В 1978 году он поступил в музыкальное училище им. М. П. Мусоргского на эстрадно-джазовый факультет.
В 1982 году, ещё до окончания училища, Андрей Рябов был приглашён в ансамбль Давида Голощёкина, с которым проработал более шести лет.
В 1983 году в газете «Советская молодёжь» Андрей Рябов был назван джазовыми критиками «Открытием года». В 1986 году музыкант начал сотрудничать с эстонским гитаристом Тийтом Паулусом.
В 1989 году Андрей Рябов создаёт квартет вместе с пианистом Андреем Кондаковым. Тогда же Андрей Рябов был признан лучшим джазовым гитаристом страны. А в 1992 году критики назвали квартет Рябова/Кондакова лучшим джазовым ансамблем в СССР.
В 1992 году Андрей Рябов переезжает в США. Выступает в одном концерте с трио Эл Ди Меолы в Университете штата Массачусетс. В течение нескольких лет сотрудничает с Аттилой Золлером и Richie Cole Alto Madness Orchestra, с которым записывает несколько альбомов. С 1994 г. Андрей Рябов живёт в Нью-Йорке, где играет с такими известными музыкантами, как Джим Холл, Тэл Фарлоу, Джин Бертончини, Вик Джюрис, Питер Бернстайн и др. Выступает в различных нью-йоркских джазовых клубах. В 1996 году Андрей Рябов принял участие в проходившем в рамках JVC Jazz Festival концерте в Merkin Concert Hall, посвящённом известному гитаристу Тэлу Фарлоу. В 2004 г. Андрей Рябов в качестве гостя участвует в записи музыкальной программы «Jam Studio» для телевизионного канала BET TV, вместе с американской фьюжн группой Yellowjackets.
Проживает в Санкт-Петербурге.

## Дискография
- Bebop Express, with Richie Cole Alto Madness Orchestra (2008)
- Yesterdays, with Myrna Lake (2007)
- I never felt this way before, with Elina Vasiltchikova (2005)
- Back on Top, with Richie Cole Alto Madness Orchestra (2005)
- It’s Easy to Remember, Andrei Ryabov Trio (2000)
- Trenton Style, with Richie Cole Alto Madness Orchestra (1999)
- Day Dream, Andrei Ryabov Quartet, Signature Sounds Recording Co. (1993)
- A Well Kept Secret, with Ted Levine, Signature Sounds Recording Co. (1993)
- Jazz At The Old Fortress, with Andrei Kondakov, Melodia (1992)
- Leningrad Alto Madness, with Richie Cole, Melodia (1990)
- Tete-a-tete, with Tiit Paulus, Melodia (1988)
- Stardust, with David Goloshchekin, Melodia (1986)
- 15 Years Later, with David Goloshchekin, Melodia (1984)

## Фестивали
- JVC Jazz Festival, New York City, NY
- Bright Moment Jazz Festival, Amherst, MA
- Jazz Ost West Festival, Nuremberg, Germany
- Jazz & Blues All Star Festival, Stockholm, Sweden
- Basel Jazz Woche Festival, Switzerland
- Jazz Kevat Festival, Kainuu, Finland
- Debrezen Jazz Days Festival, Hungary
- Jazz Meetings Festival, Sofia, Bulgaria
- Autumn Rhythms International Jazz Festival, St. Petersburg, Russia
- Moscow International Jazz Festival, Russia
- Jazz & Blues International Festival, Tallinn, Estonia
- Summer Rhythms Jazz Festival, Riga, Latvia
- Parnu International Jazz Festival, Estonia и др.